# Diana Mitchell
Diana Mary Mitchell (nhũ danh Coates; 16 tháng 11 năm 1932 – 8 tháng 1 năm 2016) là một nhà hoạt động chính trị và nhà văn người Zimbabwe, một nhà phê bình thẳng thắn về chính phủ của Ian Smith và Robert Mugabe.

## Gia cảnh và sự nghiệp
Mitchell được sinh ra ở Salisbury, thủ phủ của miền Nam Rhodesia. Cha cô, Elliott Coates, là một sĩ quan hải quân buôn bán và mẹ cô, Mary Peck, là một diễn viên. Cuộc hôn nhân của cha mẹ bà kết thúc vào năm 1932, và bà sống với cha mẹ nuôi trong Thế chiến II trong khi mẹ bà làm việc trong một nhà máy đạn dược. Bà được đào tạo tại trường trung học Eveline Girls ở Bulawayo, và sau đó tại Đại học Cape Town ở Nam Phi, nơi bà học lịch sử và ngôn ngữ Shona. Bà kết hôn với kỹ sư thủy lực Brian Mitchell vào năm 1956, và họ có ba đứa con.
Hoạt động chính trị của Mitchell bắt đầu vào năm 1966, khi bà vận động để cứu một trường mẫu giáo bị chính phủ xếp dỡ. Chiến dịch này sau đó được mở rộng đến một chiến dịch rộng hơn để cải thiện giáo dục cho trẻ em da đen. Vào năm 1968, bà đã gia nhập Đảng Trung tâm; mặc dù bà là ứng cử viên độc lập trong cuộc bầu cử năm 1974 và cho Lực lượng Thống nhất Quốc gia (NUF) trong cuộc bầu cử năm 1977.
Sau tuyên bố năm 1970 của Rhodesia về việc Rhodesia là một nước cộng hòa, Mitchell đã tham gia vào việc sắp xếp các cuộc đàm phán giữa Mặt trận Rhodes của Smith và những người theo chủ nghĩa dân tộc dân chủ. Làm việc với các nhà báo Robert Cary và Willie Musarurwa, bà biên soạn và xuất bản một tập hợp tiểu sử rõ ràng của các nhà lãnh đạo trong phong trào dân tộc chủ nghĩa, mang tên Các nhà lãnh đạo dân tộc Phi ở Rhodesia: Ai là Ai. Mặc dù vui mừng trước sự độc lập cuối cùng của Zimbabwe dưới sự chấp nhận của cộng đồng quốc tế vào năm 1980, Mitchell đã chỉ trích chính phủ của Mugabe đàn áp các phương tiện truyền thông và chống đối chính trị. Bà và chồng chuyển đến Anh vào năm 2003. Chồng bà Brian qua đời vào năm 2010.
Năm 2011, bộ sưu tập các bài báo và luận văn chính trị của Mitchell đã được tặng cho Học viện Hoover, cho công chúng tự do truy cập, và gửi đến Đại học Cape Town.